# CONCACAF
Konfederace fotbalové asociace Severní, Střední Ameriky a Karibiku (anglicky Confederation of North, Central American and Caribbean Association Football známá pod zkratkou CONCACAF) je hlavní řídící organizací severoamerického fotbalu, futsalu a plážového fotbalu. Je jednou ze šesti kontinentálních konfederací pod FIFA. Sdružuje 41 národních fotbalových asociací z celé Severní, Střední Ameriky a Karibiku. Navíc jsou členy i tři jihoamerické asociace – Guyana, Surinam a Francouzská Guyana, které by jinak byly členy CONMEBOL, ale v CONCACAF jsou z historických a kulturních důvodů.
Asociace CONCACAF byla založena 18. září 1961 v Mexico City poté, co se sloučily dosavadní asociace NAFC (Severoamerická asociace) a CCCF (Středoamerická asociace). Mezi její hlavní úkoly patří pořádání pořádání soutěží pro národní týmy a celosvětadílových soutěží pro kluby. Má také na starost kvalifikaci na mistrovství světa ve fotbale na svém území.

## Prezidenti
| Jméno                  | Stát              | Funkční období      |
| ---------------------- | ----------------- | ------------------- |
| Ramón Coll Jaumet      | Kostarika         | 1961–1969           |
| Joaquín Soria Terrazas | Mexiko            | 1969–1990           |
| Austin Warner          | Trinidad a Tobago | 1990–2011           |
| Lisle Austin           | Barbados          | 2011 (dočasný)      |
| Alfredo Hawit          | Honduras          | 2011–2012 (dočasný) |
| Jeffrey Webb           | Kajmanské ostrovy | 2012–2015           |
| Alfredo Hawit          | Honduras          | 2015–2016           |
| Victor Montagliani     | Kanada            | od 2016             |

## Členové
Severoamerická zóna (NAFU)
| - Kanada | - Mexiko | - USA |

Středoamerická zóna (UNCAF)
| - Belize - Kostarika - Salvador | - Guatemala - Nikaragua | - Honduras - Panama |

Karibská zóna (CFU)
| - Anguilla - Aruba - Bermudy1 - Bonaire3 - Dominika - Grenada - Haiti - Kuba - Portoriko - Surinam2 - Svatý Vincenc a Grenadiny | - Antigua a Barbuda - Bahamy - Britské Panenské ostrovy - Dominikánská republika - Guadeloupe3 - Jamajka - Martinik3 - Saint-Martin3 - Svatá Lucie - Trinidad a Tobago | - Americké Panenské ostrovy - Barbados - Curaçao - Francouzská Guyana2,3 - Guyana2 - Kajmanské ostrovy - Montserrat - Sint Maarten3 - Svatý Kryštof a Nevis - Turks a Caicos |

1:Geograficky spíše v Severoamerické zóně, ale člen CFU.

2:Jihoamerická země, ale člen CONCACAF.

3:Plný člen CONCACAF, ale nečlen FIFA.

## Soutěže

### Národní týmy

#### Pořádané přímo CONCACAF
- Zlatý pohár CONCACAF – Mistrovství Severní, Střední Ameriky a Karibiku
- Zlatý pohár CONCACAF žen
- Kvalifikace zóny CONCACAF na olympijské hry
- Kvalifikace žen zóny CONCACAF na olympijské hry
- Mistrovství ve fotbale zemí CONCACAF hráčů do 20 let
- Mistrovství ve fotbale zemí CONCACAF do 20 let žen
- Mistrovství ve fotbale zemí CONCACAF hráčů do 17 let
- Mistrovství ve fotbale zemí CONCACAF do 17 let žen

#### Pořádané regionálními asociacemi
- Středoamerický pohár – Střední Amerika, nejlepších 5 týmů se kvalifikuje na Zlatý pohár CONCACAF.
- Karibský pohár – Karibik, nejlepší 4 týmy se kvalifikují na Zlatý pohár CONCACAF.

#### Plážový fotbal
- Mistrovství zemí CONCACAF v plážovém fotbale

#### Zaniklé soutěže
- Mistrovství ve fotbale zemí NAFC (1947, 1949)
- Mistrovství ve fotbale zemí CCCF (1941–1961)
- Mistrovství ve fotbale zemí CONCACAF (1963–1989) – předchůdce Zlatého poháru CONCACAF
- Mistrovství ve fotbale zemí CFU (1978–1985)
- Severoamerický pohár národů (1990,1991)

### Klubové

#### Pořádané přímo CONCACAF
- Liga mistrů CONCACAF

#### Pořádané regionálními asociacemi
- Klubové mistrovství ve fotbale zemí CFU – Karibik, nejlepší 3 týmy se kvalifikují do Ligy mistrů CONCACAF.

#### Zaniklé soutěže
- CONCACAF Champions' Cup – předchůdce Ligy mistrů CONCACAF
- CONCACAF Cup Winners Cup
- CONCACAF Giants Cup
- SuperLiga – Severoamerické regionální mistrovství
- Copa Interclubes UNCAF – Středoamerické regionální mistrovství

### Soutěže CONMEBOL, do kterých bývají zváni i někteří členové CONCACAF

#### Národní týmy
- Copa América

#### Klubové
- Copa Libertadores
- Copa Sudamericana – (účastníci z CONCACAF v letech 2005–2008)
- Copa Merconorte – (2000–2001) (zaniklý)